# Den tyske fægteskole
Den tyske fægteskole (tysk Deutsche Schule; Kunst des Fechtens) er et system, der blev brugt til undervisning i Det tysk-romerske Rige i senmiddelalderen, renæssancen og den tidlige moderne tid, som beskrevet i samtidige fechtbücher ("kampmanualer" eller fægtebøger). Geografisk udsprang traditionen fra Augsburg, Frankfurt og Nürnberg). Den periode, hvor der blev undervist i den tyske fægteskole, er kendt som Kunst des Fechtens eller "fægtekunst" (ofte fejloversat til "kampkunst". Selv om den tyske fægteskole primært fokuserer på tohånds langsværd, beskriver den også brugen af mange andre våben som tessak, daggert, langkniv (både med og uden buckler), kamp med stave, kamp til hest og ubevæbnet kamp.
Mange af forfatterne til teksterne i dette system er eller hævder at være en videreførelse af Johannes Liechtenauers skole. Han var fægtemester i 1300-tallet. Det tidligst daterede eksempel på Liechenauers system er et manuskript dateret til 1389, der er kendt som Ms. 3227a. Der er bevaret flere manuskripter fra 1400-tallet, og i 1500-tallet kendes også flere trykte, hvoraf Joachim Meyers værk fra 1570 er blandt de berømteste.
Dem tyske fægtetradition er i stor grad overskygget af den italienske skole med kårdefægtning fra begyndelsen af 1600-tallet, men udøvere af den tyske skole eksisterede til slutningen af 1700-tallet.
Fægtning med tysk langsværd og rekonstruktioner af dem har været et fokuspunkt for historisk europæisk kampkunst siden slutningen af 1800-tallet, da fægteren Alfred Hutton populariserede den.
Termen "den tyske fægteskole" kan være misvisende, da der var og er flere stilarter i tysk fægtning. Både tysk akademisk fægtning og gammeltysk teatralsk sværdkamp omtales i dag som "den tyske fægteskole".

## Manuskripter
- Kölner Fechtbuch
- Royal Armouries Ms. I.33
- Hans Talhoffer (flere værker)
- Cod. 44 A 8